# 赫拉布茲納 (波隆涅區)
49°55′54″N 27°29′33″E / 49.93167°N 27.49250°E
赫拉布茲納（烏克蘭語：Храбузна），是烏克蘭西部的村莊，隸屬赫梅利尼茨基州的舍佩蒂夫卡區。該村始建於1620年，面積0.1平方公里，海拔高度266米，2001年人口117，人口密度每平方公里1,193.9人。